# Sorbische Wählervereinigung
Die Sorbische Wählervereinigung (Obersorbisch: Serbske wolerske zjednoćenstwo; Kurzbezeichnung: SWZ/SWV) ist eine Wählervereinigung, die im Kreistag des Landkreises Bautzen vertreten ist.
Die Sorbische Wählervereinigung versteht sich als einzige Vertretung im Kreistag, die die spezifischen Belange der Sorben im Landkreis vertritt.

## Wahlergebnisse
| Jahr | Stimmen | Ergebnis | Sitze | Fraktion     |
| ---- | ------- | -------- | ----- | ------------ |
| 2014 | 6758    | 1,8 %    | 1/98  | ?            |
| 2019 | 6065    | 1,3 %    | 1/98  | Freie Wähler |
| 2024 | 4621    | 1,0 %    | 1/92  | Freie Wähler |

## Belege
1. ↑  Sorbische Wählervereinigung stellt Kandidaten für Kreistagswahl auf. Abgerufen am 5. Juli 2024.
2. ↑  Referat Kommunikation und Öffentlichkeitsarbeit: Wahlergebnisse - Wahlen - sachsen.de. Abgerufen am 5. Juli 2024.
3. ↑  Referat Kommunikation und Öffentlichkeitsarbeit: Wahlergebnisse - Wahlen - sachsen.de. Abgerufen am 5. Juli 2024.
4. ↑  Referat Kommunikation und Öffentlichkeitsarbeit: Wahlergebnisse - Wahlen - sachsen.de. Abgerufen am 5. Juli 2024.